# Borovnice (Trutnovi járás)
Borovnice település Csehországban, Trutnovi járásban. Borovnice Čistá u Horek, Vidochov, Pecka, Borovnička és Horní Olešnice településekkel határos. Lakosainak száma 380 fő (2024. január 1.).

## Népesség
A település lakosságának változását az alábbi diagram mutatja:
| Lakosok száma | 1443 | 1356 | 1155 | 716  | 555  | 445  | 357  | 370  | 370  | 380  |
|               | 1869 | 1890 | 1921 | 1950 | 1980 | 2001 | 2017 | 2019 | 2022 | 2024 |